# NLR Air Transport Safety Institute
Het NLR Air Transport Safety Institute (NLR-ATSI) is een research- en consultancyorganisatie die onderdeel uitmaakt van het Nederlands Lucht- en Ruimtevaartcentrum (NLR). NLR-ATSI is een van de grotere instituten in Europa die zich bezighouden met veiligheid in de luchtvaart. Het instituut is op 31 oktober 2007 officieel geopend door professor Pieter van Vollenhoven. NLR-ATSI is een non-profitorganisatie met circa 30 werknemers.
NLR-ATSI doet onderzoek naar oplossingen om het luchtverkeer veiliger en efficiënter te maken. Het European Aviation Safety Agency (EASA) gebruikt data van het instituut aangaande de operatie van vliegtuigen voor commercieel luchtvervoer voor hun jaarlijkse safety review.